# Cassonetto intelligente

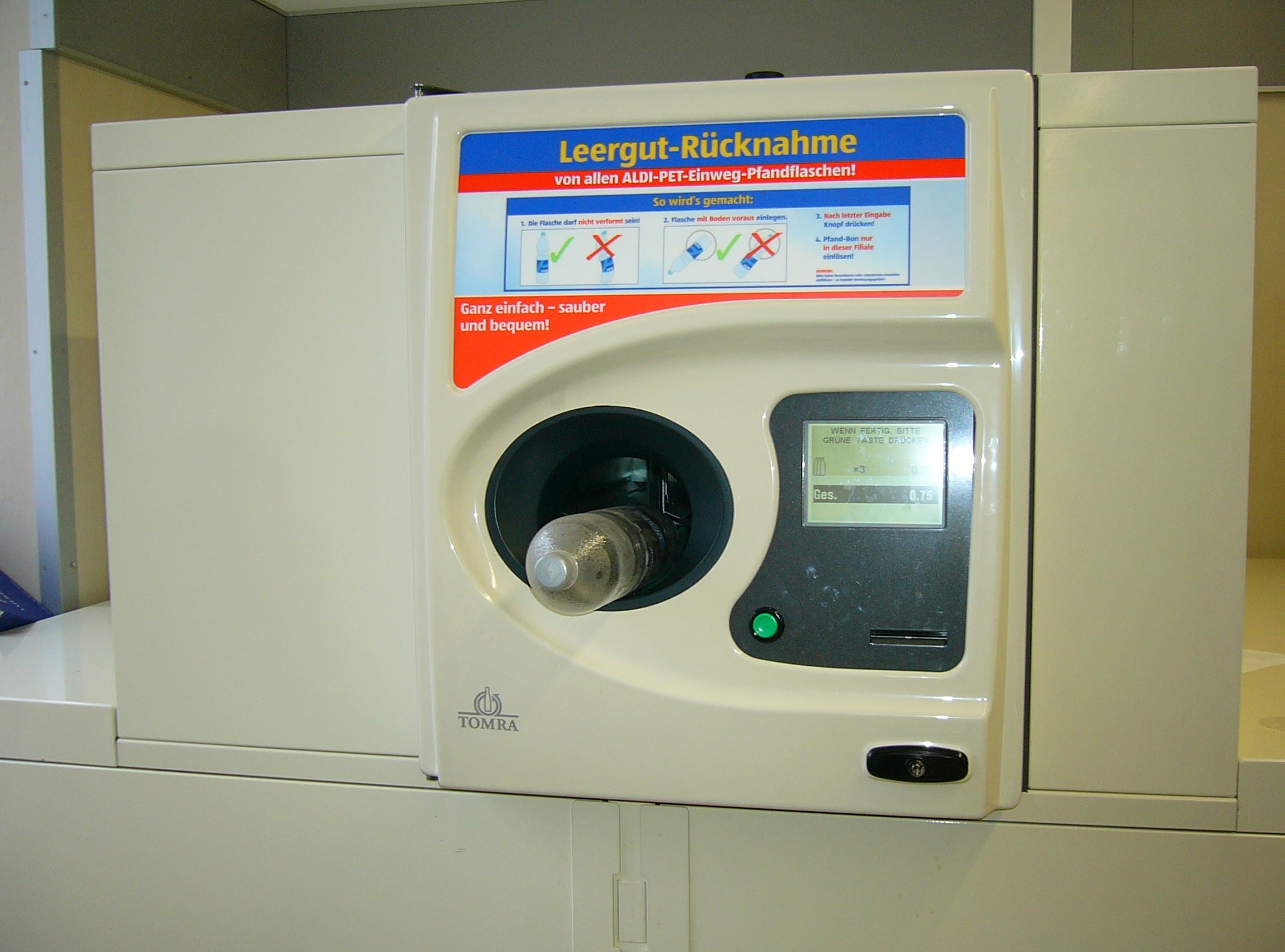
Un cassonetto intelligente in un supermercato ALDI

Un cassonetto intelligente per imballaggi liquidi è un dispositivo che accetta bottiglie usate (vuote) e restituisce denaro all'utente (cioè l'inverso del tipico ciclo di vendita). Questi cassonetti sono diffusi in genere in paesi che hanno leggi sul riciclo obbligatorio o legislazione concernente i vuoti a rendere. In alcuni posti, gli imbottigliatori contribuiscono a dei fondi comuni che poi rimborsano le persone che riciclano i contenitori. Ogni fondo in eccesso viene poi usato per la pulizia generale dell'ambiente. In altri posti, come la Norvegia, lo stato obbliga i venditori a pagare per il riciclo delle bottiglie, ma lascia il sistema nelle mani dell'industria privata.
I principali produttori di cassonetti intelligenti sono la norvegese Tomra, la tedesca Wincor Nixdorf, la statunitense Envipco, l'australiana Envirobank e l'inglese Reverse Vending Corporation.

## Funzionamento
L'utente consumatore pone le bottiglie/lattine vuote nell'apertura di ingresso; il sistema di alimentazione orizzontale permette all'utente di inserire i contenitori uno in seguito all'altro. In un sistema alternativo, che si può riscontrare in molte macchine di generazione precedente, l'utente deve aprire una porta a mano e inserire le bottiglie vuote in una scodella. La macchina, per garantire la sicurezza all'operatore, in quel momento si blocca. Quando la porta viene chiusa, il processo può continuare. La bottiglia/lattina viene quindi automaticamente ruotata; questa viene quindi scansionata da un lettore di codici a barre, che rileva l'etichetta del contenitore.
Una volta che il contenitore è stato identificato, (confrontandolo con un database) ed è stato determinato che si tratta di un contenitore approvato, questo viene processato e normalmente compresso (per i contenitori monouso) per ridurne l'ingombro, per evitare la perdita di liquidi e per aumentarne la capacità di stoccaggio. I contenitori riutilizzabili vengono accantonati e ordinati a mano per essere poi riportati all'azienda imbottigliatrice.  Le macchine possono usare anche metodi di riconoscimento del materiale invece o assieme al lettore di codici a barre se necessario.

## Storia
Il primo brevetto per una “Bottle Return and Handling Machine” è stato registrato in America nel 1920.
La prima macchina per la restituzione automatica delle bottiglie fu inventata e costruita da Wicanders in Svezia e venne usata verso la fine degli anni '50.
Nel 1962 una sofisticata macchina per la restituzione automatica delle bottiglie fu progettata da Aage Tveitan e costruita in Norvegia dalla sua azienda, la Arthur Tveitan ASA.